# Stangenroth
Stangenroth ist ein Gemeindeteil des Marktes Burkardroth im unterfränkischen Landkreis Bad Kissingen in Bayern.

## Geographische Lage
Das Pfarrdorf Stangenroth liegt am Südhang des Biosphärenreservats Rhön etwa 14 Kilometer nordwestlich der Kreisstadt Bad Kissingen und nördlich des Zentralortes Burkardroth.
Von Stangenroth aus führt die Staatsstraße 2290 in südlicher Richtung nach Burkardroth und in nördlicher Richtung als Staatsstraße 2267 nach Langenleiten, einem Gemeindeteil von Sandberg, und Premich sowie als St 2290 nach Waldberg (ebenfalls einem Gemeindeteil von Sandberg). Die durch Stangeroth verlaufende Kreisstraße KG 19 führt nordwärts nach Gefäll.

## Geschichte

### Anfänge und Mittelalter
Wann die Besiedlung auf dem Gebiet des heutigen Stangenroth im Salzforst begann, ist nicht genau gesichert. Vieles spricht dafür, dass die Geburt des Dorfes auf den Anfang des 13. Jahrhunderts zurückgeht. Erstmals urkundlich erwähnt wurde das Dorf im Jahre 1244 als das halbe Dorf in einer Schenkungsurkunde Ottos von Botenlauben dem Kloster Frauenroth vermacht wurde. Man vermutet, dass das gesamte Dorf in dieser Zeit aus sechs oder acht Bauernhäusern bestand. Im Jahre 1264 verschenkten die Ministerialen von Burkardroth Vogt Albert und sein Sohn Heinrich ihren Besitz, auf dem auch ein Teil Stangenroths lag, an das Kloster Frauenroth.

### Neuzeit
1574 gehörte Stangenroth zum Amt Aschach, dies geht aus dem Erbhuldigungsbuch Julius Echters, dem Fürstbischof von Würzburg, hervor. In Aschach befand sich auch das Zentgericht. An der Spitze befand sich der Zentgraf, den die freien Bauern gewählt hatten. Zu seiner Seite hatte er 14 Schöffen, von denen einer auch Stangenroth stellen durfte. Hatten im Jahr 1574 in Burkardroth 373 Einwohner in 81 Haushalten und in Stangenroth 336 Einwohner in 73 Haushalten gelebt, stiegen diese Zahlen in Stangenroth auf 543 Einwohner in 118 Haushalten im Jahr 1623. Es war damit der einwohnerstärkste der einstigen drei Gründerorte der Kaplanei Burkardroth. Dies förderte in Stangenroth den Wunsch, sich von Burkardroth zu lösen und eigenständig zu werden. Dieser Plan konnte erst im nächsten Jahrhundert umgesetzt werden und rief den Widerstand Burkardroths hervor, der hauptsächlich durch die ernsthafte Erkrankung des Burkardrother Pfarrers gebremst wurde und im Jahr 1792 ein Separationsdekret des Würzburger Fürstbischofs Franz Ludwig von Erthal nötig machte. Noch 30 Jahre später klagte der Burkardrother Pfarrer Michael Friedrich Kleer, dass die Einnahmen seiner Pfarrei um die Hälfte zurückgegangen seien.
Im Dreißigjährigen Krieg wurde das Dorf von den Schweden und Marodeuren, die im Amt Aschach und Bad Kissingen untergebracht waren, überfallen. Es kam hierbei auch zu Vergewaltigungen, was die unehelichen Geburten im Burkardrother Taufbuch bezeugen. Stangenroth hatte sich in den Kriegsjahren stark dezimiert, denn 1673 zählte das Dorf nur noch 348 Einwohner.
Im Jahr 1730 wütete die Pest in Stangenroth. Da man keine Möglichkeit mehr hatte, die Toten einzusargen, brachte man die Leichname in Tücher gehüllt nach Burkardroth zum Friedhof, wo sie in Massengräbern beigesetzt wurden. Zudem wird in dieser Zeit auch von einer Viehseuche berichtet. Die verendeten Kadaver vergrub man in eine Senke, an der Strecke nach Gefäll unterhalb des heutigen Sportplatzes.
Am 18. Mai 1738, am Sonntag vor Pfingsten, zerstörte eine Feuersbrunst in nur einer Stunde 85 Häuser, 83 Scheunen, 85 Schweineställe und 85 Backöfen. Zudem kamen 14 Menschen dabei ums Leben. Laut mündlicher Überlieferung entstand das Feuer während des Sonntagsgottesdienstes, als eine Hausfrau beim Kochen versehentlich die Butter hatte anbrennen lassen. Nach einem vergeblichen Versuch, das brennende Fett mit Wasser zu löschen, floh die Hausfrau, so die Überlieferung, mit brennender Kleidung aus dem Haus. Die Dorfbewohner sollen vor dem Brand über großen Reichtum verfügt haben. Beim Wiederaufbau des Ortes mit Lehmhäusern entstand in seiner Mitte ein Löschwasserteich. Die mündliche Überlieferung weiß ferner zu berichten, dass drei in Stangenroth beheimatete Störche den Ort drei Tage vor der Katastrophe verlassen haben und nie mehr zurückgekehrt sind.
1747 wurde die Kirche erbaut, in der sich eine Madonna aus dem Jahr 1771 befindet. 
Wann genau in Stangenroth eine Schule eröffnet wurde, lässt sich anhand der vorhandenen Quellen nicht bestimmen. Die Schulchronik berichtet nur von einem Bauernhaus (damalige Hausnummer 82) das als Schulhaus diente. Das zweite Schulhaus befand sich im Gebäude mit der damaligen Hausnummer 49. Im Jahr 1789 wurde neben der Kirche ein Schulhaus gebaut. Da dieses Gebäude baufällig wurde, wurde vom Gemeinderat im Jahr 1819  ein Schulhausneubau beschlossen ("Alte Schule"). Die Bauabnahme erfolgte am 2. Oktober 1820. Ein neues Schulgebäude ("Neue Schule") mit zwei Lehrsälen und einer Dachwohnung wurde im Jahr 1909 eingeweiht.
Im Jahr 1909 begann man mit dem Bau der Wasserleitung.

### Drittes Reich und Zweiter Weltkrieg
Am 1. August 1933 wurde in Stangenroth ein Lager des „Vereins für Freiwilligen Arbeitsdienst Unterfranken“ errichtet. Bei diesem handelte es sich um eine Tarnorganisation der NSDAP zur Unterwanderung des in der Weimarer Republik gegründeten Freiwilligen Arbeitsdienstes. Am 15. September 1933 wurde das Lager Einheit des Reichsarbeitsdienstes (RAD) und erhielt die Abteilungsnummer 4/283 sowie den Namen „Johann Bleyer, der Ungardeutsche“. Anfang 1937 wurde das Lager vom RAD wegen Arbeitsmangels zunächst geschlossen, ab 1. August 1937 bis Kriegsende jedoch wieder für die weibliche Jugend genutzt.
Als während des Zweiten Weltkrieges am 17. August 1943 der B-17 Flying Fortress Bomber "Snuffy" (545th Bomb Squadron, 384th Bomber Group der USAAF) beim Angriff auf Schweinfurt teilnahm, wurde er im Einsatzraum von Flak-Feuer getroffen und dann von einer Messerschmitt Bf 110 des Nachtjagdgeschwaders 101 abgeschossen. Beim Absturz in einem Waldgebiet bei Stangenroth kamen zwei der zehn Besatzungsmitglieder ums Leben, von den acht Überlebenden wurde ein Besatzungsmitglied von einem Einheimischen geschlagen. Beide Toten wurden zunächst auf dem Friedhof beigesetzt, später dann von den US-Amerikanern exhumiert und in die USA überführt.

### Seit 1945
In den Jahren 1958/59 wurde die "Neue Schule" saniert und aufgestockt. Die feierliche Einweihung fand am 12. April 1959 statt.
Am 1. Mai 1978 wurde der Ort im Zuge der Gebietsreform in Bayern nach Burkardroth eingemeindet. Im Oktober 1971 hatten hierzu Befragungen und Abstimmungen in den Dörfern stattgefunden. Von den 262 abgegebenen Stimmen in Stangenroth sprachen sich 141 für die Eingemeindung aus; der örtliche Gemeinderat hingegen lehnte die Eingemeindung ab, die schließlich am 1. Mai 1978 aufgrund einer Rechtsverordnung der Regierung von Unterfranken erfolgte.

## Bauwerke

### St.-Sebastian-Kirche
Die Stangenrother St.-Sebastian-Kirche entstand nach dem Abriss eines Vorgängerbaus im Jahr 1747. Der Hochaltar wurde im August 1890 errichtet; eine der Heiligenfiguren stellt den Heiligen Sebastian, den Patron der Kirche, dar. Im Jahr 1899 wurde das Langhaus der Kirche erweitert und ein Kirchturm gebaut; im Jahr 1910 fand eine seitliche Erweiterung des Kirchenbaus statt. Der Zugang zur Kanzel ist zugemauert, da Pfarrer Philipp Gloos, der von 1933 bis 1965 in Stangenroth wirkte, vom Altar aus zu predigen pflegte.

### Wendelinuskapelle
Die Wendelinuskapelle ist ein Bauwerk aus dem Jahr 1977. Die Kapelle, auch „Platten-Heiligen-Häusle“ genannt, ersetzt zwei Vorgängerbauten aus dem 17. Jahrhundert und von 1927. Im Inneren beherbergt die Kapelle über dem Altar eine Darstellung des Heiligen Wendelin sowie Wandgemälde der Heiligen Isidor von Madrid und Notburga von Rattenberg.

### Heimkehrerkapelle
Die Heimkehrerkapelle entstand im Jahr 1946 aus Dank dafür, dass so viele Männer des Ortes aus dem Zweiten Weltkrieg zurückgekehrt waren und Stangenroth im Krieg nicht zerstört wurde. Sie ersetzte die Schmerzenskapelle, die sich ebenfalls an der alten Straße zum Basaltwerk, aber um 50 Meter versetzt in Richtung des Ortes befunden hatte. Ein denkmalgeschützter Kreuzweg aus 13 Stationen am Kapellenweg wurde im Jahr 1958 von Gebhard Keßler angefertigt. Vor der Kapelle stehen Sieben-Schmerzen-Stationen von Alfred Keßler.

## Vereine
- Vereinsring Rhönfreunde Stangenroth[21]
- TSV Stangenroth[22][23]
- Freiwillige Feuerwehr Stangenroth[24][25][26]
- Musikverein Stangenroth[27][28]
- Gesangverein "Philharmonia" Stangenroth (Projektchor Pro-Ton)[29][30]
- Kindergartenverein St. Sebastian[31]
- Krieger-, Soldaten- und Reservistenkameradschaft Stangenroth[32]
- Schützenverein Hubertus Stangenroth[33]
- Stammtisch "Fröhliche Zecher"[24]

## Persönlichkeiten
| Name                    | Herkunftsort   | Tätigkeitsbeginn   | Tätigkeitsende     |
| ----------------------- | -------------- | ------------------ | ------------------ |
| Franz Fischer           | Bütthard       | 15. März 1792      | 1. Juli 1794       |
| Johann Leonhard Gockler | Neuses         | 2. Juli 1794       | 1. Juli 1800       |
| Bartholomäus Blum       | -              | 22. Oktober 1800   | 1814               |
| Paul Gensler            | Melperts       | 15. Juni 1816      | 14. August 1820    |
| Kaspar Jahn             | Karbach        | 23. März 1821      | 20. März 1846      |
| Andreas Fischer         | Volkach        | 2. August 1846     | 21. September 1856 |
| Anton Kempf             | Neudorf        | 27. Februar 1857   | 14. Juli 1861      |
| Josef Nies              | Brückenau      | 1. November 1861   | 24. Juni 1862      |
| Johann Herberich        | Aschaffenburg  | 17. Oktober 1862   | 24. Mai 1872       |
| Anton Peetz             | Seßlach        | 19. September 1872 | 1. Juni 1876       |
| Michael Josef Greis     | Würzburg       | 30. November 1878  | 15. Oktober 1887   |
| Lorenz Weißenberger     | Schwemmelsbach | 15. Juni 1889      | 29. Januar 1894    |
| Bartholomäus Kullmann   | Schweinheim    | 5. April 1894      | 15. November 1933  |
| Philipp Gloos           | Gaukönigshofen | 16. November 1933  | 1. November 1964   |
| Oswald Grätz            | Rütschenhausen | 22. Februar 1965   | 29. Juli 1984      |

## Sonstiges
- Im Ort gibt es die Kindertagesstätte St. Sebastian[37] und die Rhönfesthalle.[38]
- In der Nähe des Ortes wurde 1929 das Basaltwerk Stangenroth in Betrieb genommen.[39][40] Ab dem Jahr 2013 wurden die Gebäude und Anlagen des ehemaligen Basaltwerkes durch den Freistaat Bayern zurückgebaut.[41] Auf dem Gelände ist in der tiefen Grube des Steinbruches mittlerweile ein See entstanden.[42]